# (7954) Kitao
(7954) Kitao  es un asteroide del cinturón principal perteneciente al cinturón de asteroides, región del sistema solar que se encuentra entre las órbitas de Marte y Júpiter.
Fue descubierto el 19 de septiembre de 1993 por Kin Endate y Kazuro Watanabe desde el Observatorio de Kitami.

## Designación y nombre
Designado provisionalmente como 1993 SQ2, nombrado en honor a Koichi Kitao (n. 1953), astrónomo aficionado japonés y director de la sección de folclore de la Asociación Astronómica Oriental. Ganó el Premio I. Yamamoto (OAA) y el Premio S. Kaho (Conferencia de Astronomía Amateur de Japón) por sus extensos estudios sobre los nombres dialectales de los atar y el folclore estelar.

## Características orbitales
Kitao está situado a una distancia media del Sol de 2,608 ua, pudiendo alejarse hasta 3,097 ua y acercarse hasta 2,120 ua. Su excentricidad es 0,187 y la inclinación orbital 13,956 grados. Emplea 1538,60 días en completar una órbita alrededor del Sol.
Pertenece a la familia de asteroides de (15) Eunomia.

## Características físicas
La magnitud absoluta de Kitao es 13,34. Tiene 5,834 km de diámetro y su albedo se estima en 0,191.